# Batalla del golfo Malayo
La  Batalla naval del golfo malayo  fue un enfrentamiento aeronaval de la Segunda Guerra Mundial, parte de la guerra en el Pacífico, que tuvo lugar el 10 de diciembre de 1941 en el mar de China Meridional frente a la costa este de las colonias británicas de Malaya (actual Malasia) y los Asentamientos del Estrecho (actual Singapur y sus ciudades costeras), a 70 millas (61 millas náuticas; 113 kilómetros) al este de Kuantan, Pahang. Un acorazado de la Marina Real Británica, el HMS Prince of Wales y un crucero de batalla, el HMS Repulse, fueron hundidos por aviones bombarderos terrestres y torpederos de la Armada Imperial Japonesa. En la historia del Japón, el enfrentamiento se le conoce como la Batalla Naval de Malaya (マレー沖海戦, Marē-oki kaisen), en otras publicaciones contemporáneas se le denomina Batalla del Golfo de Siam.

## Contexto geopolítico
En 1940, las fuerzas japonesas habían ocupado el norte de la Indochina francesa, y Estados Unidos había respondido con un embargo de petróleo y de metales importantes. Mientras las negociaciones se llevan a cabo, los militares japoneses se impacientan y movilizan sus tropas al sur de la Indochina, amenazando a los intereses británicos y holandeses en la región. Aunque el gobierno japonés deseaba evitar la guerra, ejecuta una serie de medidas preparatorias en caso de un eventual conflicto, estas medidas son descubiertas por Washington, que considera que Japón lleva a cabo las negociaciones como distracción solamente. De todas maneras, las negociaciones continúan, luego de que el general Douglas MacArthur solicitara al Presidente Roosevelt tiempo extra para construir un ejército fuerte en las Filipinas, colonia estadounidense. 
En noviembre de 1941, las relaciones entre los Estados Unidos y Japón han llegado al límite diplomático. A finales del mes, Japón se decide atacar a los Estados Unidos, al Reino de Tailandia, y a las colonias británicas y holandesas en la región.
Los británicos también se muestran preocupados por su principal base, Singapur, ya que su caída significaría la pérdida del control que ejercían sobre el océano Índico. Una de las medidas tomadas por el Almirantazgo Británico fue enviar una poderosa fuerza naval para actuar por presencia en Singapur como una fuerza disuasiva frente a las pretensiones japonesas en toda el área de Indochina. 
Dicha fuerza es llamada Fuerza Z, y es colocada al mando del singular vicealmirante Sir Tom Phillips, apodado Almirante Thumb (Pulgar) por su baja estatura. Sir Phillips contaba con el acorazado Prince of Wales, el crucero de batalla Repulse, y cuatro destructores Electra, Express, Encounter, y Jupiter. Inicialmente se tenía planificado enviar al portaaviones Indomitable, pero este sufre averías en Kingston. El 1 de diciembre, Sir Tom Phillips es promovido a Almirante y colocado al mando de la Flota del Lejano Oriente, de la que la Fuerza Z es parte.
La inteligencia nipona habían declarado que existían tres fuerzas disuasorias en el sudeste de Asia: la Flota estadounidense del Pacífico, la Fuerza Aérea estadounidense del Lejano Oriente y la llamada Fuerza Z británica en Singapur.
El 7 de diciembre de 1941 se produce el ataque a Pearl Harbor por parte del Japón, y la flota del Pacífico queda fuera de combate temporalmente. Junto con este ataque a las islas Hawái hay sincronizadas otras importantes acciones japonesas en la zona del Índico y Pacífico oriental. En las Filipinas, la Fuerza Aérea del Lejano Oriente es mermada en tierra durante un bombardeo sorpresa.
Para el 8 de diciembre, solamente la Fuerza Z continuaba ofensivamente operativa y era un peligro para los desembarcos japoneses en Malasia y Tailandia, iniciados horas antes del ataque a Pearl Harbor.

## La Fuerza Z

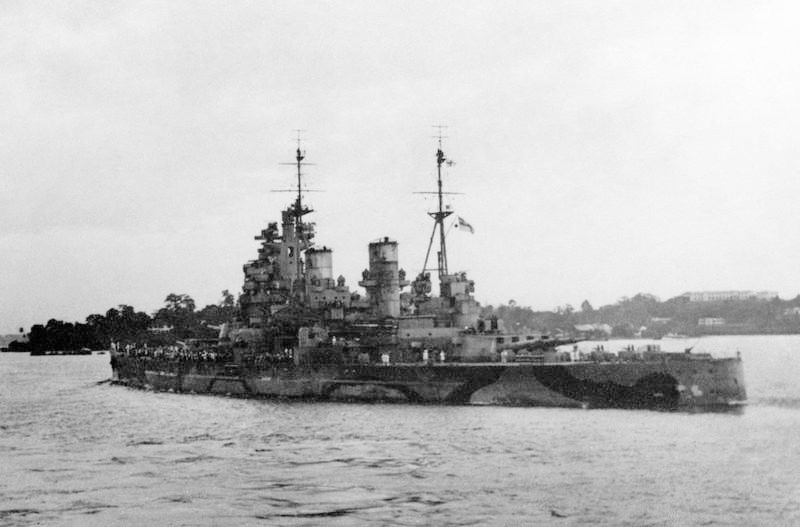
El HMS Prince of Wales zarpando de Singapur el 8 de diciembre de 1941.

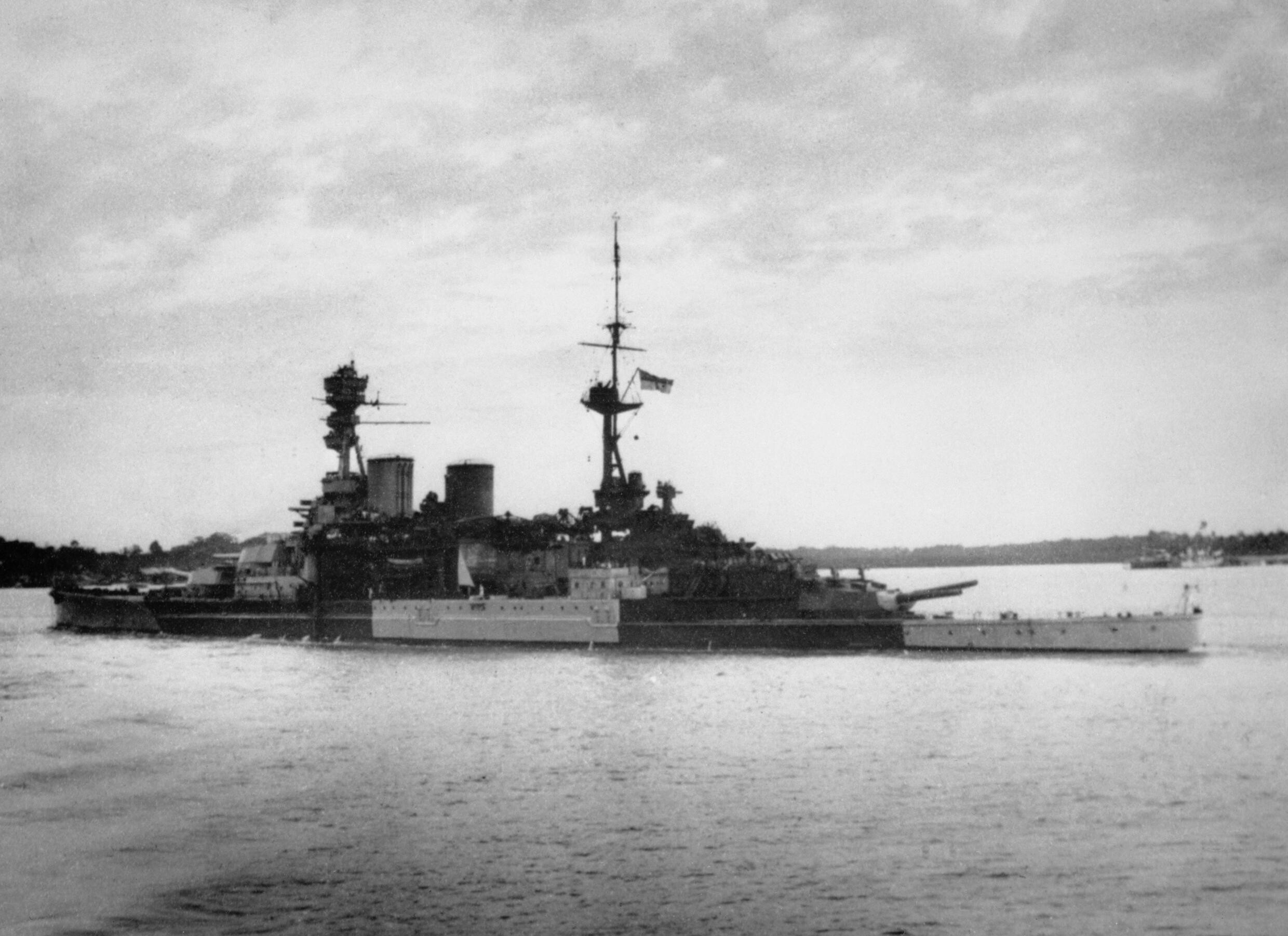
El HMS Repulse luciendo su último esquema de camuflaje, zarpando de Singapur el 8 de diciembre de 1941.

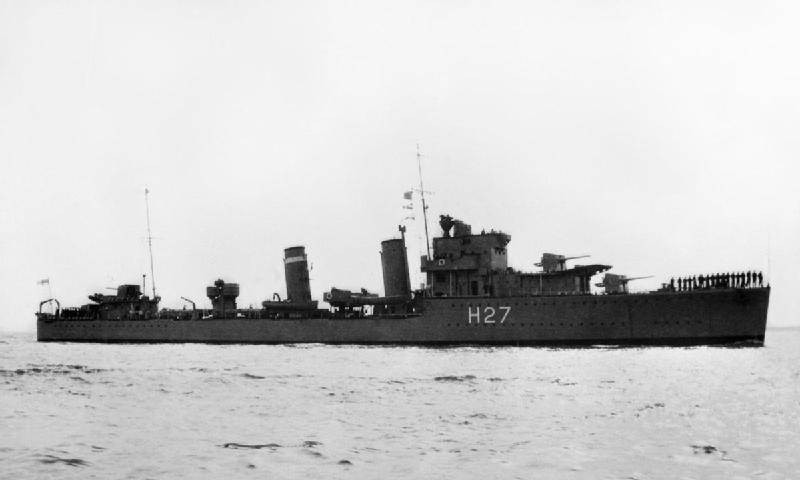
HMS Electra

El 7 de diciembre de 1941, el Prince of Wales se hallaba en el estrecho de Johore, cerca de Singapur junto con el Repulse desde hacía casi una semana. La idea del Almirantazgo era distraer e intimidar a importantes fuerzas japonesas con su sola presencia.
El 8 de diciembre se tuvo noticias de que los japoneses desembarcaban al norte de Malasia, específicamente en Kota Bharu, Patani y Singora. Se celebra un Consejo de guerra a bordo del Prince y se confirman (erróneamente) los desembarcos japoneses en Kuantan. Los ingleses están en la disyuntiva de mantenerse seguros en Singapur o atacar a la flota de desembarco japonesa en el golfo de Siam. Philips alega que su flota no es lo suficientemente poderosa para disuadir a los japoneses a no atacar, y que lo mejor es intentar repeler a cañonazos la invasión al norte del golfo.
El objetivo de la Fuerza Z, que consistía en un acorazado, un crucero de batalla y cuatro destructores, era interceptar la flota de invasión japonesa en el mar de China Meridional al norte de Malasia. La fuerza de tareas navegó sin apoyo aéreo. Aunque los británicos tuvieron un encuentro cercano con navíos de superficie pesados japoneses, la fuerza no logró encontrar y destruir el convoy principal. A su regreso a Singapur fueron atacados en el golfo de Siam y hundidos por bombarderos torpederos de largo alcance. El comandante de la Fuerza Z, el almirante Sir Tom Phillips, optó por mantener silencio de radio y no se envió una alerta (por parte del Repulse) hasta una hora después del primer ataque japonés.
La decisión de salir no había carecido de opositores pues la fuerza inglesa bastante exigua en poder defensivo podía tener un encuentro poco favorable con fuerzas navales de superficie pesadas, cruceros, portaaviones japoneses, basadas en tierra, o peor aún con acorazados, pero la idea de hundir convoyes japoneses atestados, arriesgando las líneas de suministro, es muy tentadora para el almirante Philips, quien desea sacarse de encima, el descalificativo de almirante de escritorio como se le conocía entre sus pares.
Finalmente se decide hacer una salida calificada eufemísticamente como "prudente" con estas poderosas naves, con el fin de destruir a los convoyes japoneses, aun teniendo en cuenta que no tienen cobertura aérea, lo que los deja inermes a cualquier ataque aéreo japonés; pero Philips, imprudentemente, subestima al enemigo y menosprecia ese peligro, dada la aparente baja calidad de los pilotos nipones. Aun así, Phillips solicita cobertura aérea al Vice-Mariscal del Aire Conway Pulford, comandante de la RAF en el Lejano Oriente. Pulford rehúsa a comprometerse, recordándole que sus principales bases aéreas en Malasia ya han sido capturadas por los japoneses.
La Fuerza Z sale a la media tarde del día 8 de diciembre. El Almirante Phillips aborda el Prince of Wales, que es comandado por el Capitán John Leach. El Repulse es comandado por el Capitán William Tennant. Acompañando al Prince of Wales y al Repulse se encuentran los destructores Tenedos, Vampire, Electra y Express. El objetivo es situarse en un punto intermedio entre Nakhon y Singora para interceptar los convoyes japoneses. 
Mientras abandonaban Singapur, Phillips recibe un mensaje de Pulford, que le reasegura que es imposible proveerle cobertura aérea. Aunque Phillips había mencionado hacia poco que el apoyo de cazas o aviones de reconocimiento era sumamente importante, continúa con el plan, probablemente para no frustrar las expectativas generadas alrededor de la Fuerza Z.
Navegan toda la noche en dirección al Golfo de Siam, también llamado Golfo Malayo. Al anochecer se perciben ruidos de motores de aviación y luego se distinguen lejanos un grupo de aviones no identificados, mientras la fuerza Z navega en una mar agitado, se decide proseguir pensando que no han sido detectados. En efecto, estos aviones son de reconocimiento del grupo aéreo japonés N.º 22 basado en Saigón y Thu Dau Mot que buscan infructuosamente a la Fuerza Z, alertados por la inteligencia japonesa.

## La búsqueda infructuosa

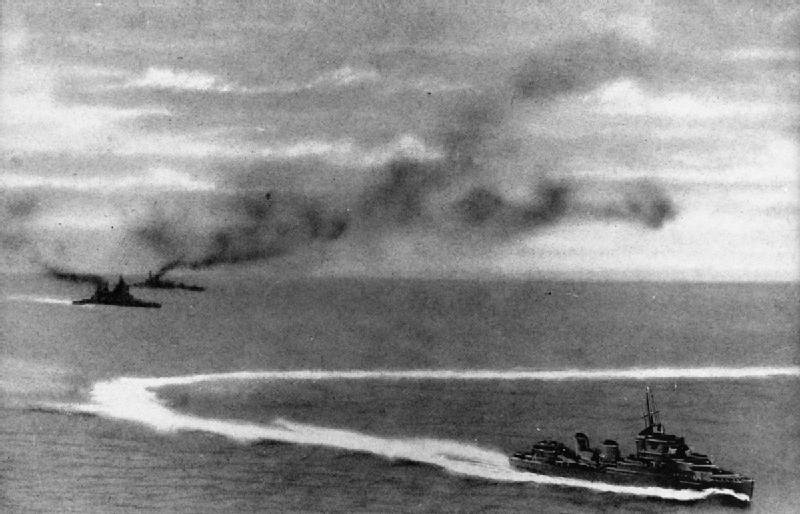
El Prince of Wales (izquierda, al frente) y el HMS Repulse (izquierda, detrás) después de ser alcanzados por torpedos el 10 de diciembre de 1941. Un destructor, el HMS Express, está maniobrando en primer plano.

A las 1:45 de la tarde del 9 de diciembre, el submarino oceánico japones I-56 detecta a la Fuerza Z y recién transmite su ubicación más de una hora después, el mal tiempo había imposibilitado la transmisión inmediata del mensaje. El Contraalmirante Sadaichi Matsunaga, comandante de la 22.ª Flotilla Aérea creía que las naves seguían en Singapur, pero ordenó que en los bombarderos Betty se reemplazaran las bombas por torpedos, pues había estado preparándose para bombardear Singapur de nuevo. En ese momento el Repulse y el Prince of Wales se encontraban solos e inermes, luego de que Phillips ordenara a los destructores regresar a Singapur, considerando erróneamente que los aviones japoneses en la zona no contaban con torpedos.
A las 18:30 un avión de reconocimiento japonés desde el Yura los divisa frente a Singapur y transmite la información. A las 18:45 y 19:15 son divisados por aviones de reconocimiento del  Kinu y Kumano, siendo estos la avanzada de cruceros pesados del Kondo. Kondo ordena a la 7.ª División de cruceros, enrumbar hacia los enemigos con el objetivo de interceptarlos mientras el navega con sus acorazados.
Al percatarse de la presencia de aviones de reconocimiento, Phillips ordenó a los destructores que regresasen. El Tenedos no regresa al presentar falta de combustible. A las 21.00, la Fuerza Z ya se ha adentrado en el mar, Phillips reconsidera la situación, declara que los aviones enemigos los han descubierto, suspende el ataque y ordena regresar a Singapur. Los últimos tres aviones que Phillips ha observado, son en realidad aviones aliados, pero estos nunca reportan haber localizado a la Fuerza Z.
A las 0:01 Philips recibe un lacónico comunicado señalando un desembarco japonés en el pequeño puerto de Kuantan, no hay más detalles, este mensaje es un error pues el desembarco en realidad se verifica más al sur, en Kota Bharu. Cerca de las 1.00, Phillips ordena cambiar el rumbo hacia Kuantan. Cuando enrumban a Kuantan a las 0:52, el viraje en un mar agitado los salva de ser torpedeados, ya que el Submarino japonés de Primera Clase I-58 los localiza, transmite su localización y dispara seis torpedos contra el Repulse, pero todos fallan, pero ningún marino británico detecta las estelas de los torpedos que están siendo peinadas por sus buques. La posición de las naves enemigas es transmitida al Almirante Nobutake Kondō, quien ya navegaba hacia ellos. En la madrugada, 96 bombarderos horizontales y torpederos han despegado de Saigón, ayudados por diez aviones de reconocimiento. El Almirante Kondo considera que no es posible hundir estos grandes barcos solamente con aviones, pero cree que si es posible, al menos dañar al enemigo mientras su flota se acerca con sus unidades para rematar la situación.
Es el amanecer del martes 9 de diciembre, la fuerza Z tiene casi a la vista la costa de Siam. Entonces se destaca el destructor Express de reconocimiento y este no encuentra ningún rastro de enemigos. Philips reniega contra su mala suerte que en realidad ha sido hasta este punto más que afortunada y ordena frustrado cambiar el rumbo a Singapur, no obstante, ahora está en una desventajosa posición por tener que navegar de día. No puede bordear la costa y tiene que tomar rumbo mar adentro para rodear los extensos campos minados de las islas de Tioman.

## El ataque aéreo japonés
Son las 10:00 horas del 10 de diciembre, la fuerza Z tiene que hacer un elongado rodeo mar adentro para evitar los campos de minas entre las islas de Tioman y Annabas. Se recibe un comunicado urgente del HMS Tenedos, que le informa haber sido bombardeado por aviones de bombardeo de altura mientras regresaba a Singapur, pero manifiesta no haber sufrido daño alguno. El Tenedos está a apenas 175 millas al sureste de la fuerza Z y le indica a Philips que hay peligrosas fuerzas aéreas en rumbo hacia el grueso de la flota.
Asi y todo, prosigue la navegación con las tripulaciones en estado de máxima alerta, los ingleses confían mucho en su poderosa defensa aérea a base de las máquinas antiaéreas Pom-Pom cuádruples llamadas los pianos de Chicago con las cuales están dotados ambos barcos, ya que en cosa de segundos podrían desplegar, un mortífero paraguas de fuego antiaéreo alrededor.
El buque insignia, el HMS Prince of Wales está a la derecha del HMS Repulse y navegan en paralelo y a la máxima velocidad posible, los destructores hacen perímetro antisubmarino alrededor de la fuerza. El tiempo está despejado, la mar está más calmada, y decenas de binoculares escrutan el cielo y el horizonte.
Ningún avión de reconocimiento logra detectar a la Fuerza Z, y regresan decepcionados a su base. Matsunaga les había dicho antes de salir:

Es una oportunidad dorada que no se dará en mil años.

No obstante, a las 10:15, el avión de reconocimiento japonés n.º 3 al mando de Tado Mishima detecta a la flota enemiga a 120 km al sureste de Kuantan. La posición es transmitida de inmediato:

Grandes barcos enemigos a la vista, 4° latitud norte, 104° 55' latitud Oeste, grandes barcos enemigos a la vista.

Los tres Grupos Aéreos basados en Genzan, Mihoro y Kanoya captan el mensaje de los aviones de reconocimiento y todos se dirigen hacia la flota enemiga desde distintas direcciones.
A su vez los radares de los navíos ingleses detectan la fuerza aérea en aproximación y se toca zafarrancho de combate. Hay sobrada confianza en la tripulación inglesa, Philips subestima al enemigo, hasta entonces, los japoneses jamás han bombardeado con precisión. Se ordena aumentar la velocidad a 25 nudos y tomar rumbo 135°. 
A las 11:18 aparecen los 9 primeros bombarderos de alta cota sobre el Repulse, estos son bombarderos Mitsubishi G4M "Betty" al mando de Mihoro Shirai. El Repulse es tomado por blanco. El Repulse a máxima velocidad comienza a girar en círculos, esquiva y peina los primeros torpedos y se transforma en un géiser de ráfagas antiaéreas, las bombas caen y los plumazos ocultan la silueta del navío. Desde el Prince of Wales se observa la acción. El HMS Repulse es finalmente centrado y tocado a la primera con una bomba en el sector popa donde están los hangares y las grúas. Nada serio aún, el comandante Tennant informa:

Golpe en el objetivo, situación en mano, potencia de fuego intacta.

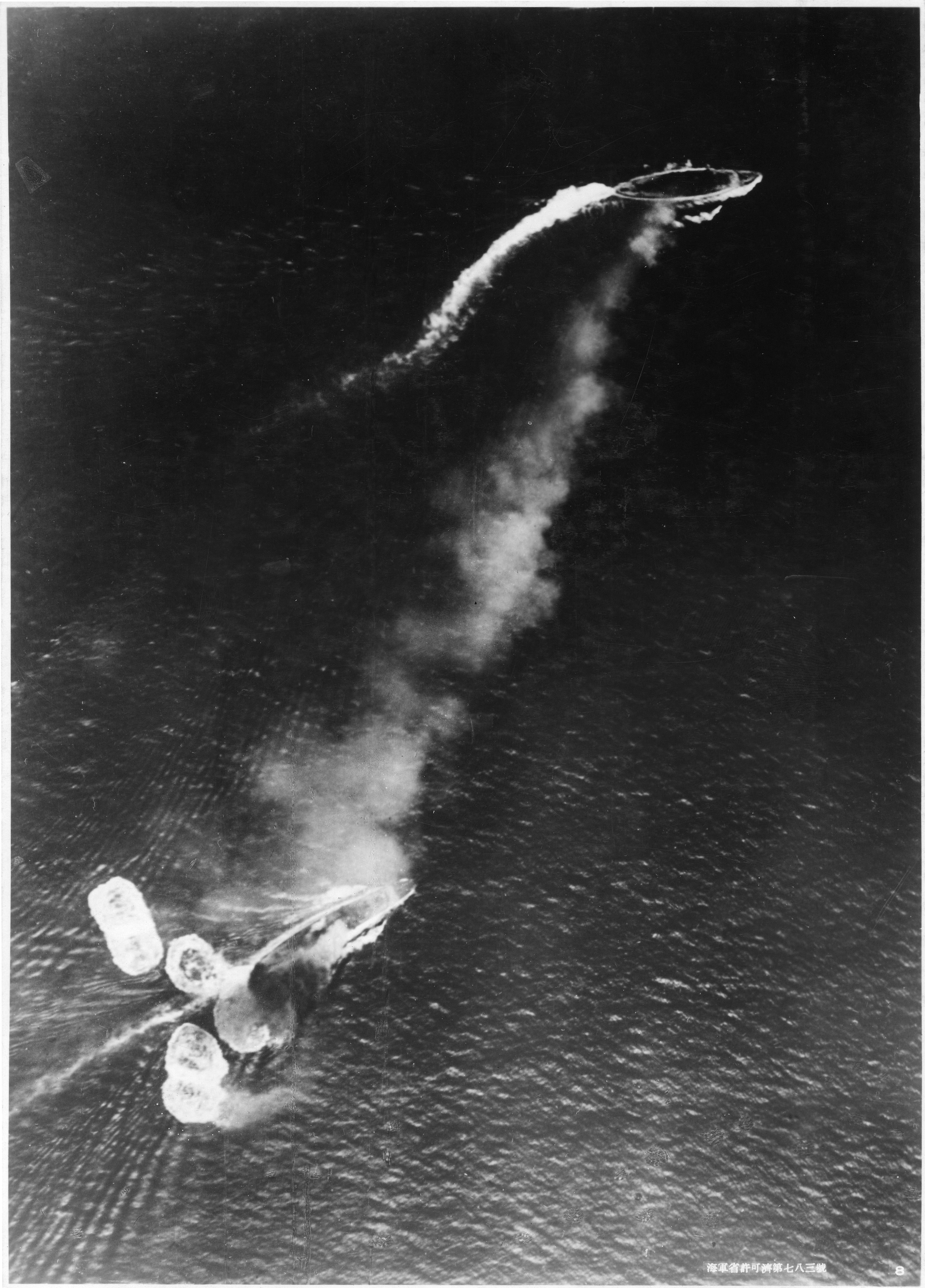
Fotografía aérea de la fuerza Z tomada por los japoneses al momento de comenzar el ataque con bombas, El HMS Repulse aparece en la parte inferior de la fotografía.

Ahora ambos navíos despliegan una dantesco paraguas de fuego hacia el cielo, formando de esta manera una bóveda casi impenetrable de antiaérea. Los plumazos en el agua siguen, los japoneses acosan al enemigo y realizan una notable táctica de encerrona torpedera. El HMS Prince of Wales mantiene un rumbo lineal, mientras que el HMS Repulse empieza a describir círculos.
Poco después, a las 11:44 horas, el Prince of Wales es el primero en ser atacado por los 9 aviones torpederos Mitsubishi G3M1 tipo 96 "Nell" al mando de Ishihara, los cuales se sumergen audazmente en medio de la cortina de fuego antiaérea, lanzan sus torpedos y toman altura. Uno de los torpederos G3M1 se deshace tocado por el fuego antiaéreo, otro que intenta repasar por la banda al Prince of Wales es herido vital y seriamente, y se estrellará al momento de aterrizar en su base en Saigón. 
A diferencia del HMS Repulse, el acorazado Prince of Wales no hace ningún intento de evasión peinando las estelas de los torpedos nipones y sigue su rumbo sin alterarlo. Como consecuencia, dos torpedos tocan al Prince of Wales, uno en el timón y el otro al hacer explosión le daña las hélices del lado de babor, sacando de cuajo con su montaje a una de ellas. Las explosiones de dichos torpedos resultan ser formidables, por haber sido muy potentes, por ello logran dañar el sistema eléctrico dejando 5 de las torretas de 5,25 pulg. fuera de combate. Su andar se reduce a solo 15 nudos.
Entre las 11:56 y 11:58 horas, otra oleada de bombarderos de alta cota bombardean sin éxito al HMS Repulse, el cual también es atacado por los 9 torpederos pero todos los torpedos son hábilmente peinados.
A las 12:22 horas, un grupo de 8 o 9 torpederos atacan al HMS Prince of Wales y logran tres impactos de torpedo, un atacante es derribado. El HMS Repulse logra evitar dos torpedos pero es tocado por primera vez en el centro, el andar se mantiene y los daños son absorbidos.
El Capitán Tennant del HMS Repulse al ver la situación de combate, interroga al Prince of Wales acerca de su situación, pero no obtiene respuesta. El Prince of Wales está empezando a escorar, y su velocidad se ha reducido a menos de 8 nudos. Tennant envía señales a Phillips, a bordo del Prince, indicándole que los daños en el Repulse no son serios, pero no obtiene respuesta de nuevo. Finalmente, Tennant se comunica directamente a Singapur a las 12.04, solicitando soporte aéreo. De inmediato Pulford envía seis precarios Brewster Buffalo llamados tumbas voladoras, cazas muy inferiores comparados a los cazas japoneses en la región.
Poco después, el Repulse se acerca al Prince of Wales para ofrecer asistencia, pero en ese momento, a las 12:25 llega el Grupo desde Mihoro, al mando del Teniente Katsusaku Takahashi, que ataca al Repulse.  El Repulse vuelve a realizar hábiles maniobras de peinado y logra evitar varios impactos de torpedos.
Luego, el grupo de Kanoya logra impactar con cuatro torpedos al ya malogrado Prince of Wales dejándo a este con una velocidad mínima en medio de una gran mancha de aceite que arrastra tras si, mientras tanto el Repulse es atacado por dos grupos de 9 torpederos desde distintos ángulos y no logra evitar una encerrona táctica de estelas cruzadas de torpedos, el Repulse recibe finalmente 6 torpedos desde diferentes ángulos que resultan fatales y se va escorando gradualmente sobre la marcha hasta tumbarse de babor en el agua con las hélices aún girando, son las 12:30 horas. Es el fin de los dos buques capitales ingleses.

## Fin de la fuerza Z

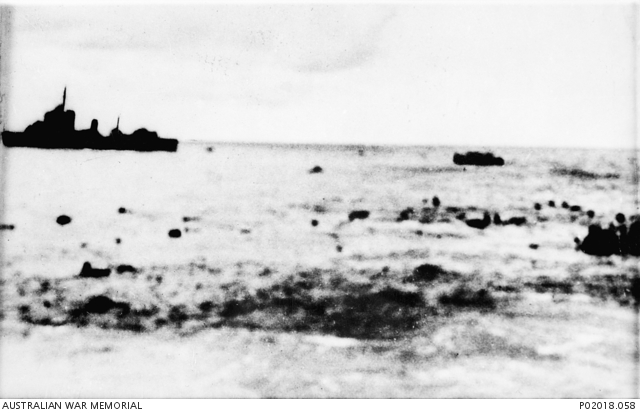
Los supervivientes del Prince of Wales y del Repulse en el mar mientras un destructor, el HMS Express se acerca para rescatarlos.

El Capitán Tennant ordena a sus hombres a abandonar el Repulse, pero él se niega a dejar el puente. Sus oficiales lo toman de los brazos a la fuerza y lo arrastran hacia la salvación. El viejo Repulse tiene daños graves, el puente está reventado y escora excesiva de 30°, la borda toca el agua y está a punto de zozobrar. A los 12:35 se hunde.
El Prince of Wales, que ya ha recibido cinco torpedos, es atacado por bombarderos horizontales a las 12:44. Solamente una bomba hace impacto en el barco de 35.000 toneladas, pero es suficiente para sentenciar definitivamente al barco, apodado HMS Unsinkable (Inundible). El Prince of Wales escora 15° y reduce su velocidad a apenas 8 nudos renqueando en círculos, su proa se sumerge. Aun así continúa atacando y al recibir nuevas oleadas de torpederos, logra derribar dos, uno explota encima del acorazado. El destructor Express se acerca entonces al Prince of Wales y empieza a transferir náufragos borda con borda en una audaz acción. El capitán Leach y el almirante Phillips permanecen en el puente, despidiendo a los hombres, luego se les ve caminando por el casco y las 13:20, se hunden con el acorazado, que en su momento fue testigo del hundimiento del HMS Hood. Los japoneses no interfieren el rescate.
Media hora después llegan los cazas Buffalo, pero los japoneses ya se han retirado, después de haber señalado a los destructores que pueden recoger a los sobrevivientes, en una muestra de magnanimidad nipona.
Los japoneses consiguen 11 impactos de torpedo de los 49 lanzados. Cinco son para el Prince of Wales, el resto para el Repulse.
La pérdida de vidas asciende a 840 marinos ingleses. El Repulse entrega 513 hombres al mar, y el Prince of Wales 327 caídos.
Los japoneses pierden 4 aparatos y 18 hombres.
Al día siguiente, un avión del Grupo Kanoya regresó al lugar del combate y arrojó dos coronas funerarias, una para honrar a los japoneses muertos y la otra para los británicos muertos en la acción.

## Consecuencias

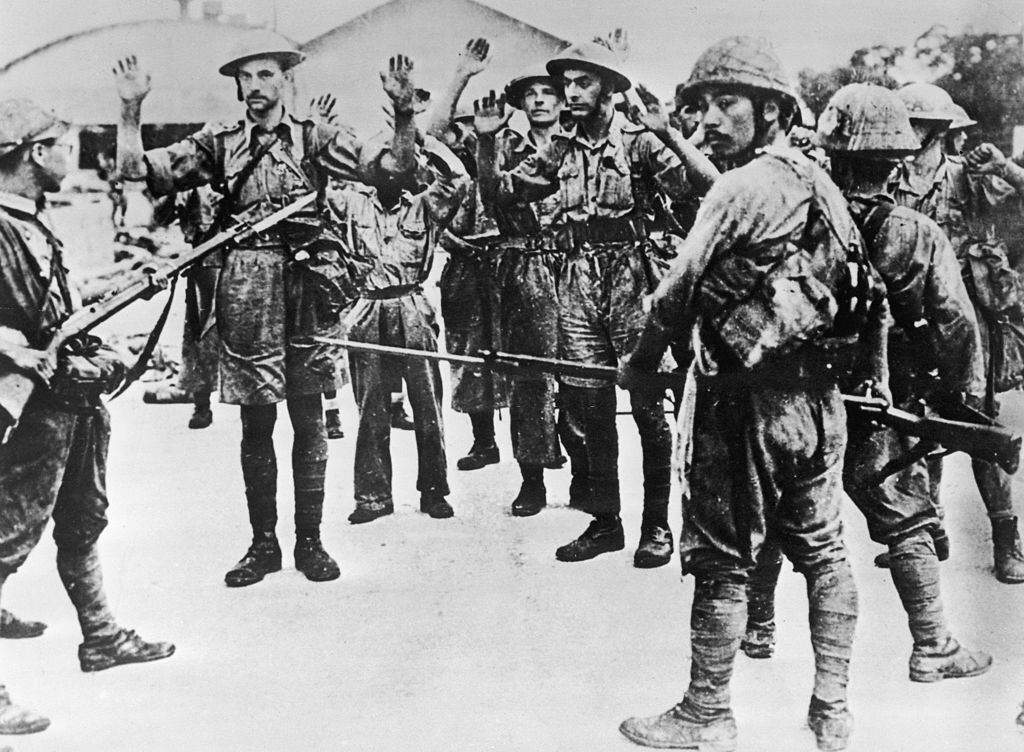
La rendición en Singapur de 80.000 soldados británicos ante los japoneses fue la peor catástrofe de los británicos en toda la guerra.

En lo0 inmediato, el hundimiento de los dos barcos debilitó gravemente a la Flota Oriental británica en Singapur, y la flota japonesa solo fue atacada por submarinos hasta la Batalla de Endau el 27 de enero de 1942. El propio Singapur acabó cayendo ante los japoneses el 15 de febrero, lo que llevó a la mayor rendición en la historia militar británica.  El ataque a Pearl Harbor, ocurrido dos días antes, al otro lado de la línea internacional de cambio de fecha, ilustró la eficacia de los ataques aéreos contra los medios navales más pesados si no contaban con cobertura aérea. Esto aumentó la importancia para los aliados de los tres portaaviones de la Armada de los Estados Unidos en el Pacífico: el USS Enterprise, el USS Lexington y el USS Saratoga.
La destrucción de dos grandes navíos ingleses por bombarderos demostró que la edad del acorazado había llegado a su fin, curiosamente habían sido los Japoneses los que también habían abierto la edad del acorazado con armas de grueso calibre en la Batalla de Tsushima de 1905. Dos importantes naves enemigas habían sido destruidas y solamente se habían perdido cuatro aviones. Los miembros de la Fuerza Aérea en Tokio festejaron que quedara demostrado que el poder naval aéreo tendría un papel clave en la guerra naval.
Los japoneses enviaron a la zona del hundimiento un equipo de buceadores para intentar rescatar el sistema de radar de los pecios que yacen a poca profundidad volcados.
La pérdida de la Fuerza Z dejó a la región sin importantes navíos aliados para hacerle frente a los desembarcos japoneses, que se llevaban a cabo en todas partes. Singapur quedaba entonces como una base naval sin barcos que proteger, aunque en este momento era claro que el ataque japonés vendría desde tierra, atravesando Malasia. Posteriormente, en abril de 1942, los japoneses realizarían  una batida por la región hundiendo el remanente de las fuerzas de superficie inglesas
Para los británicos fue el final de su supremacía naval que comenzarían en el Pacífico a disputársela Japón y Estados Unidos cuya flota se reorganizaba, lo conseguido y consolidado con la victoria de la Batalla de Trafalgar se perdió con ambos buques.
El primer ministro británico Sir Winston Churchill fue informado en su cama del desastre. Inicialmente se informó erróneamente que Tennant también había muerto. Churchill escribiría luego en sus memorias:

En toda la guerra nunca recibí un golpe más directo... No había navíos estadounidenses o británicos de importancia en los océanos Índico y Pacífico, excepto los sobrevivientes de Pearl Harbor, que se estaban retirando a California. En este vasto territorio de aguas, Japón era supremo y en todos lados nosotros estabamos débiles y desnudos.

## Protagonistas

Galería de imágenes
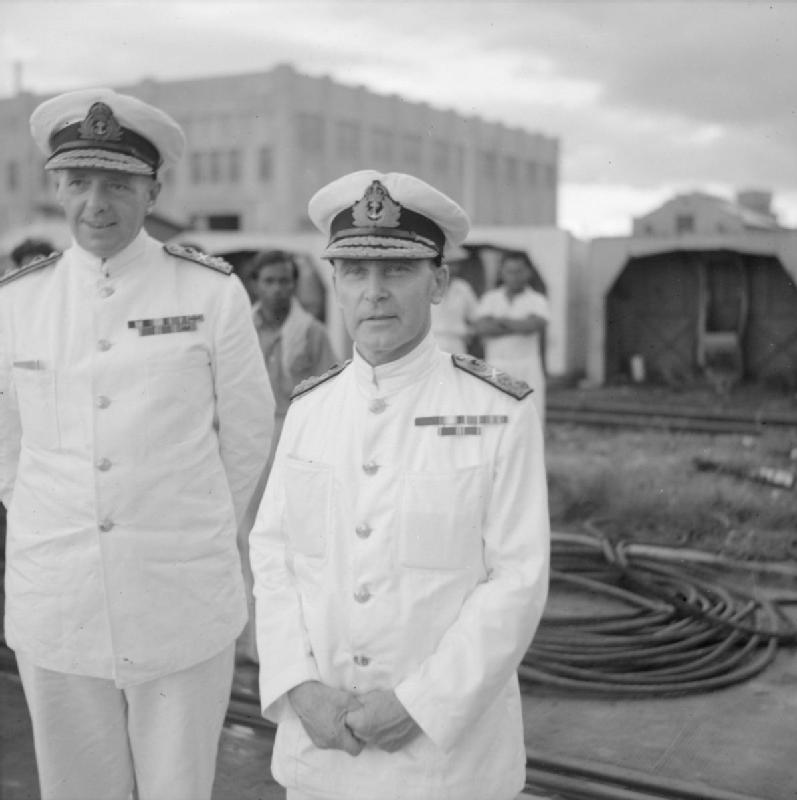
Almirante Thomas Phillips, comandante de la Fuerza Z.
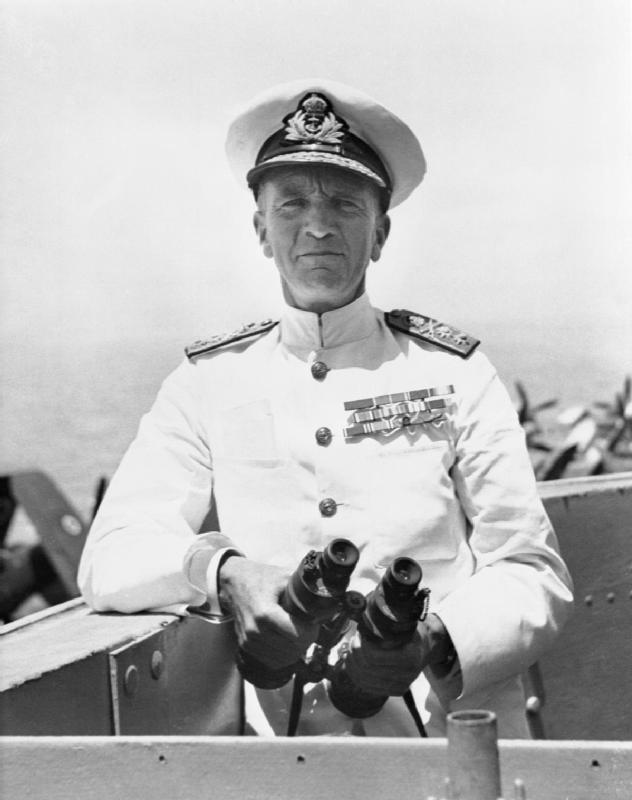
Contralmirante W.G Tennant, comandante del HMS Repulse.
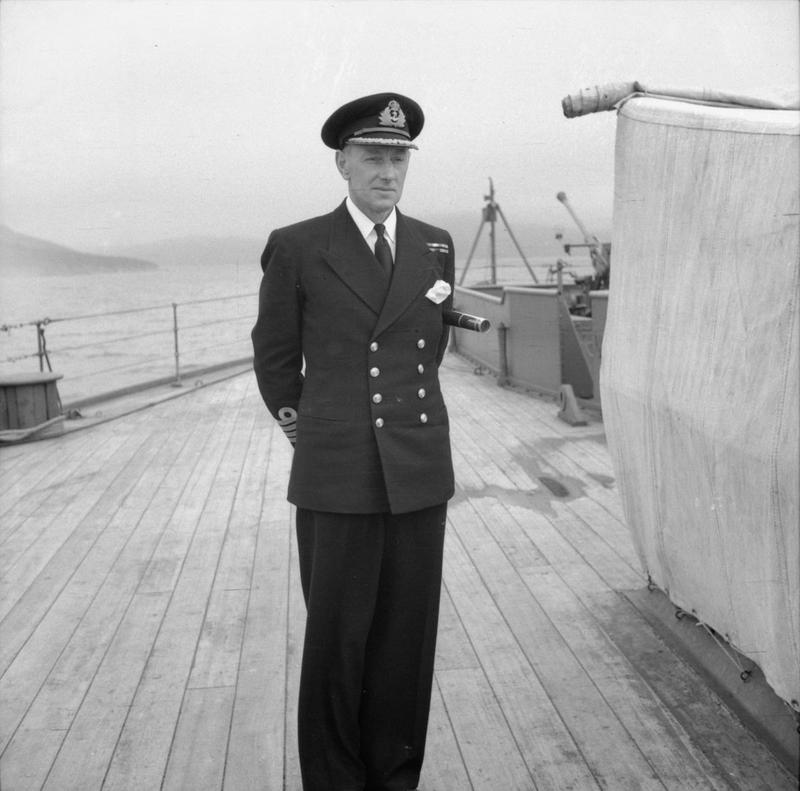
Capitán del HMS Prince of Wales- J.C. Leach.
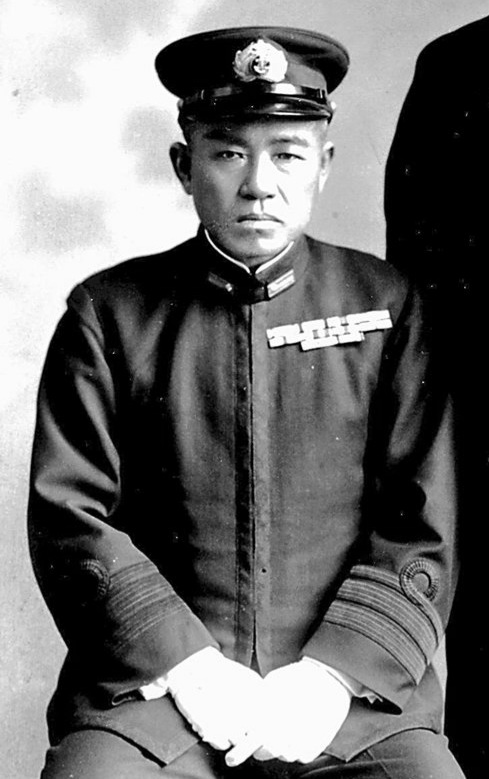
Sadaichi Matsunaga, comandante de la 22.ª Flotilla Aérea torpedera.
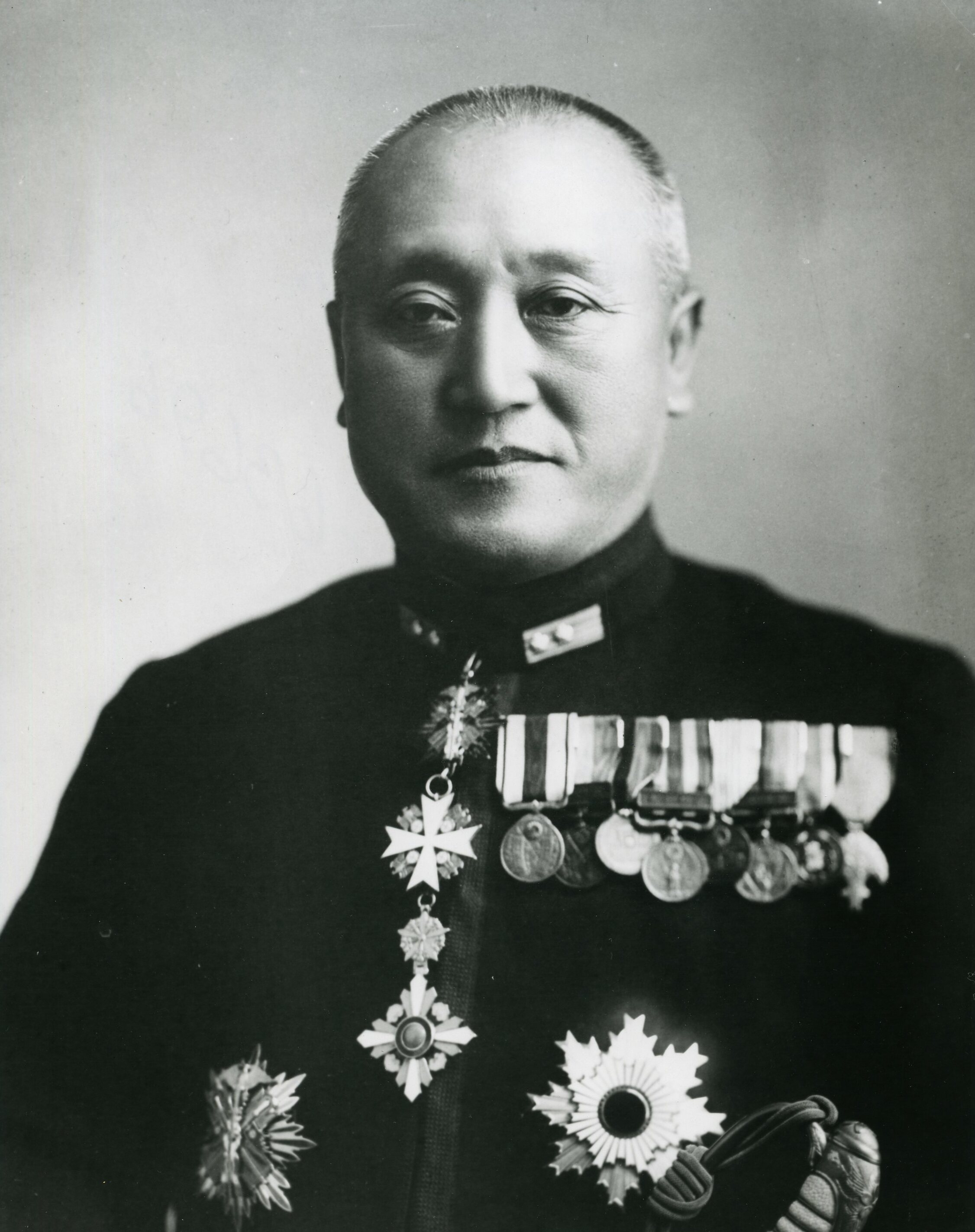
Vicealmirante N. Kondo comandante de la 2a.flota de cruceros pesados.
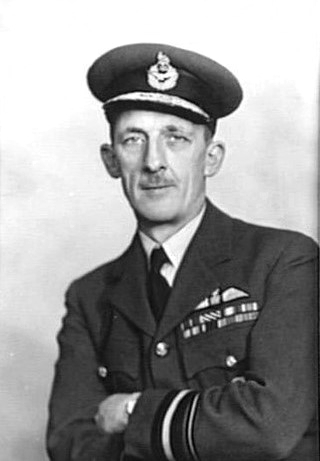
Mariscal del aire Conway Pulford, comandante de la RAF en Lejano Oriente.